# Naaman

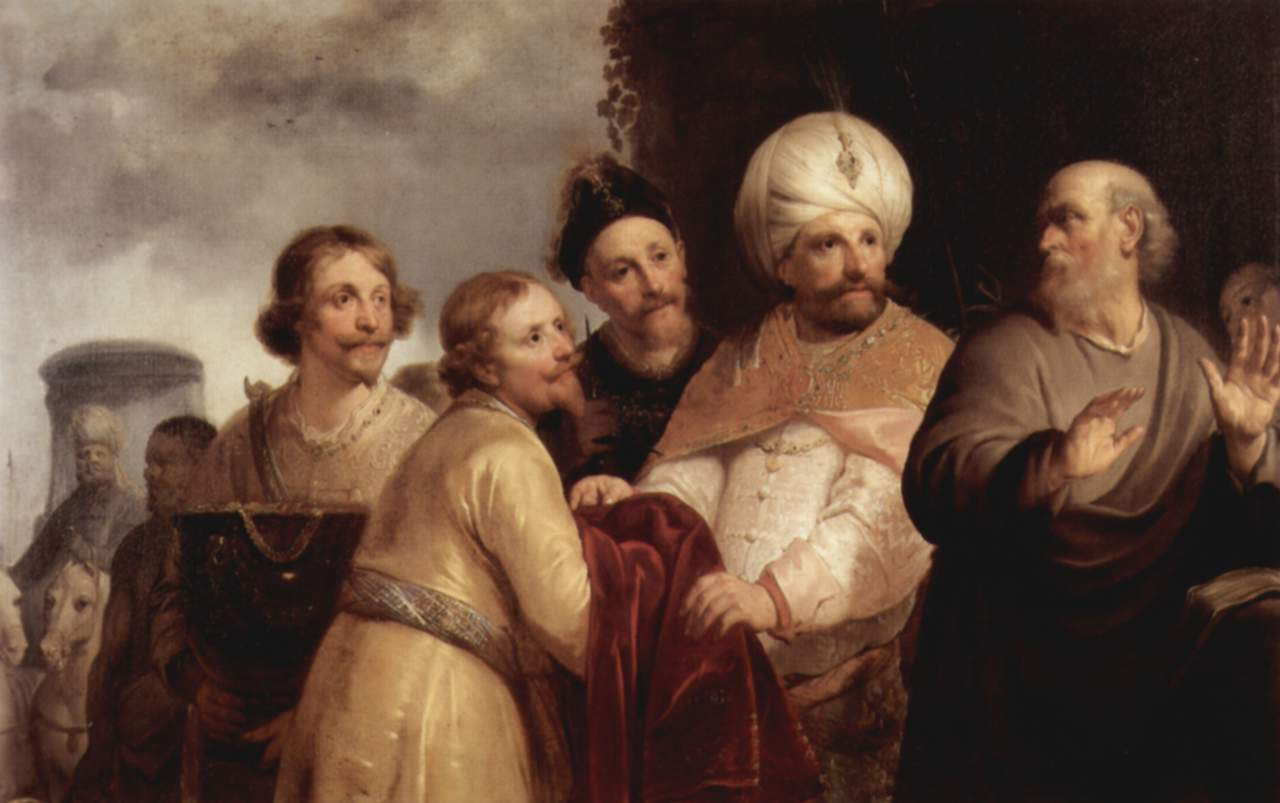
Eliseo rechazando los obsequios de Naaman, por Pieter de Grebber.

Naamán (נַעֲמָן "Agradable") es el nombre de un general arameo del reino de Aram Damasco, o Siria en la traducción griega, cuya milagrosa recuperación de la lepra se relata en la Biblia, Segundo libro de los Reyes, capítulo 5. 

## Relato bíblico
Según el relato,  Naamán era un general distinguido que a menudo había llevado a los arameos a la victoria. Enfermo de lepra, una doncella israelita cautiva informó a su esposa que un profeta de Samaria podía curarlo. En consecuencia, Naamán pidió permiso al rey Ben-Adad II para ir a Israel. El soberano estuvo de acuerdo y le dio una carta donde le pedía a Joram, rey de Israel, que curase a Naamán de su lepra. Joram se preocupó por esta misiva. Suponiendo que era una trampa para declararle la guerra. Eliseo, enterado de los hechos, le reprochó su falta de fe y pidió ver a Naamán. Antes de encontrarlo, sin embargo, le mandó a decir que si se bañaba siete veces en el Jordán se curaría. Naamán se sintió muy decepcionado, ya que había esperado que el profeta se encontrara con él en persona y le suplicara a Yahveh que lo curara; pero sus siervos lo persuadieron de seguir el mandato de Eliseo, y efectivamente después de sumergirse en el Jordán, recuperó la salud. 
Agradecido, regresó con su séquito a Eliseo, ante quien reconoció a Yahveh como el único Dios y pidió la carga de dos mulas de tierra israelita para poder construir un altar en su honor. También pidió perdón porque como oficial del rey de Damasco, debería acompañar a su soberano en la adoración del dios Rimmón. Quiso, además, entregar regalos al profeta, quien los rechazó.  
Cuando Naamán regresaba a su tierra, Giezi, el siervo de Eliseo, fue detrás de él y le pidió un talento de plata y ropajes alegando que habían llegado unos visitantes. Naamán le dio entonces dos talentos y dos mudas de ropa. Al regresar, Eliseo le reprochó su actitud y Giezi enfermó a su vez de lepra.

## Nuevo Testamento
Es mencionado en el Evangelio de Lucas 4:27, del Nuevo Testamento donde Jesús dice que a pesar de haber numerosos leprosos en Israel, Dios eligió sanar a un extranjero, Naamán, el sirio. 

## En la literatura rabínica
Según los rabinos, Naamán fue el arquero que hirió de muerte a Acab, rey de Israel. Los comentaristas sostuvieron que Naamán era vanidoso y altivo, por lo que fue herido de lepra, pero otra versión sostenía que enfermó por tomar a una doncella israelita y convertirla en la sirvienta de su esposa. Naamán, después de su curación, fue un "ger toshab", es decir, un prosélito imperfecto, habiendo aceptado sólo algunos de los mandamientos; sin embargo, la Mekhilta coloca la conversión de Naamán por encima de la de Jetró.

## Lepra
La lepra mencionada en el texto, no es la enfermedad de Hansen, que no llegó al Próximo Oriente hasta la época de Alejandro, cuyas tropas la trajeron de la India, sino una enfermedad cutánea llamada en hebreo tzaraat ( צרעת / ṣāraʻaṯ). Esta dolencia se ha identificado con una amplia gama de enfermedades conocidas por la medicina moderna como psoriasis, dermatitis seborreica, sarna, impétigo, escarlatina, lupus eritematoso y otras.